# Blažen
Blažen (kyrillisch: Блажен) ein männlicher Vorname, der überwiegend in Serbien verbreitet ist.

## Herkunft
Der Name Blažen kommt von dem serbischen Wort blažen (kyrillisch: блажен) und bedeutet selig, glückselig.

## Varianten
- als Spitzname: Blagi
- in der weiblichen Form: Blaženka (kyrillisch: Блаженка), Blaža